# Pietro Colnaghi
Pietro Colnaghi (30 ottobre 1974) è un ultramaratoneta e maratoneta italiano.

## Biografia
Nel 2012 si è piazzato in seconda posizione alla 100 km del Passatore dietro a Giorgio Calcaterra; nel 2007 si è piazzato in seconda posizione alla 50 km di Romagna. Ha vinto complessivamente nove maratone in carriera, oltre a vari altri piazzamenti sul podio.

## Campionati nazionali
2010
- 50º ai campionati italiani di maratonina - 1h10'52"

2011
- 36º ai campionati italiani di corsa campestre - 31'05"

2015
- 5º ai campionati italiani di 50 km su strada[1] - 3h22'32"
- Argento ai campionati italiani master di 50 km su strada - 3h22'32"

## Altre competizioni internazionali
2003
- 5º alla Mezza maratona di Castel Rozzone ( Castel Rozzone) - 1h08'23"
- 36º alla BOclassic ( Bolzano) - 33'28"

2004
- 14º alla Milano Marathon ( Milano) - 2h27'22"
- 6º alla Maratona del Riso ( Vercelli) - 2h28'11"
- 4º alla Marengo Marathon ( Marengo) - 2h28'25"
- 22º alla Stramilano ( Milano) - 1h10'16"
- 26º alla Maratonina del Garda ( Toscolano Maderno) - 1h10'09"

2006
- 13º alla Maratona di Firenze ( Firenze) - 2h27'13"
- 4º alla Marengo Marathon ( Marengo) - 2h24'15"
- 5º alla Maratona di Piacenza ( Piacenza) - 2h24'46"
- 9º alla Maratona di Reggio Emilia ( Reggio Emilia) - 2h25'13"
- 4º alla Maratona di Ravenna ( Ravenna) - 2h29'27"
- 6º alla Maratona del Riso ( Vercelli) - 2h31'08"
- 13º alla Maratonina del Garda ( Toscolano Maderno) - 1h08'13"
- Oro all'Erba-Capanna Mara - 44'30"[2] (in squadra con Merli)

2007
- Argento alla 50 km di Romagna ( Castel Bolognese) - 3h04'29"
- Argento alla Marengo Marathon ( Marengo) - 2h28'12"
- 10º alla Maratona del Lamone ( Russi) - 2h39'18"
- 6º alla Maratona di Piacenza ( Piacenza) - 2h28'57"

2008
- Oro alla Marengo Marathon ( Marengo) - 2h25'17"
- Oro alla Maratona di San Silvestro ( Calderara di Reno) - 2h26'53"
- Bronzo alla Maratona di Ravenna ( Ravenna) - 2h28'00"
- 4º alla Maratona di Brescia ( Brescia) - 2h28'06"
- 5º alla Maratona della Val di Susa	( Avigliana) - 2h33'22"
- 6º alla Maratona di Piacenza ( Piacenza) - 2h33'49"
- Bronzo alla Mezza maratona di Pavia ( Pavia) - 1h08'48"
- Bronzo alla Mezza maratona di Ferrara ( Ferrara) - 1h10'26"
- Oro all'Erba-Capanna Mara - 45'24"[2] (in squadra con Simonetta)

2009
- 17º alla 50 km di Romagna ( Castel Bolognese) - 3h35'16"
- 13º alla Red Rock Ultra SkyMarathon, 46 km - 5h36'36"
- 25º alla Maratona di Roma ( Roma) - 2h29'34"
- 27º alla Maratona di Firenze ( Firenze) - 2h32'47"
- 20º alla Maratona d'Italia ( Carpi) - 2h38'56"
- 11º alla Maratona di Reggio Emilia ( Reggio Emilia) - 2h25'39"
- 4º alla Maratona di Piacenza ( Piacenza) - 2h27'42"
- 4º alla Maratona del Lago di Garda ( Limone sul Garda) - 2h28'18"
- Argento alla Maratona di Avigliana ( Avigliana) - 2h31'31"
- 5º alla Mezza maratona di Lecco ( Lecco) - 1h09'24"
- Argento alla Mezza maratona di Sirone ( Sirone) - 1h09'37"
- Oro alla Mezza maratona di Seregno ( Seregno) - 1h09'57"
- 6º alla Mezza maratona di Genova ( Genova) - 1h11'21"
- 6º alla Mezza maratona di Busto Arsizio ( Busto Arsizio) - 1h11'43"
- Oro all'Erba-Capanna Mara - 44'37"[2] (in squadra con Simonetta)

2010
- 8º alla Red Rock Ultra SkyMarathon, 46 km - 5h18'11"
- 16º alla Maratona di Firenze ( Firenze) - 2h29'04"
- Argento alla Maratona di Bergamo) - 2h31'16"
- 4º alla Maratona di Piacenza ( Piacenza) - 2h25'19"
- Bronzo alla Maratona della Brianza ( Seregno) - 2h26'23"
- Oro alla Maratona del Lago di Garda ( Limone sul Garda) - 2h28'28"
- 4º alla Maratona del Mugello ( Borgo San Lorenzo) - 2h33'59"
- 13º alla Maratona di Reggio Emilia ( Reggio Emilia) - 2h34'56"
- 15º alla Maratona di Lucca ( Lucca) - 2h39'17"
- Argento alla Mezza maratona di Lecco ( Lecco) - 1h06'06"
- 13º alla Mezza maratona delle due perle ( Santa Margherita Ligure) - 1h08'13"
- 5º alla Mezza maratona di Treviglio ( Treviglio) - 1h08'31"
- Oro alla Mezza maratona di Sirone ( Sirone) - 1h09'07"
- Oro alla Mezza maratona di Annone Brianza ( Annone di Brianza) - 1h09'45"
- Bronzo alla Mezza maratona di Villafranca ( Villafranca) - 1h10'05"
- Oro alla Mezza maratona di Oggiono ( Oggiono) - 1h10'21"
- 4º alla Mezza maratona di Castel Rozzone ( Castel Rozzone) - 1h10'51"
- Bronzo alla Mezza maratona di Trecate ( Trecate) - 1h11'04"
- 7º alla Mezza maratona di Busto Arsizio ( Busto Arsizio) - 1h11'05"
- 8º alla Mezza maratona delle Groane ( Senago) - 1h11'13"
- 5º alla Mezza maratona di Cernusco sul Naviglio ( Cernusco sul Naviglio) - 1h11'48"
- 7º alla Montefortiana-Turà ( Monteforte d'Alpone) - 1h14'21"
- Oro all'Erba-Capanna Mara - 46'08"[2] (in squadra con Simonetta)

2011
- 19º alla Maratona di Firenze ( Firenze) - 2h31'00"
- 14º alla Milano Marathon ( Milano) - 2h32'18"
- Argento alla Maratona di Bergamo) - 2h32'18"
- Argento alla Maratona sul Brembo ( Treviolo) - 2h30'40"
- Bronzo alla Maratona di Livorno ( Livorno) - 2h27'34"
- 8º alla Maratona del Lago Maggiore ( Verbania) - 2h29'30"
- 4º alla Maratona di Copenaghen ( Copenaghen) - 2h29'51"
- Oro alla Maratona del Lago di Garda ( Limone sul Garda) - 2h31'16"
- 23º alla Maratona di Reggio Emilia ( Reggio Emilia) - 2h36'26"
- Bronzo alla Maratona del Riso ( Vercelli) - 2h37'42"
- 9º alla Mezza maratona di San Gaudenzio ( Casalbeltrame) - 1h10'01"
- Argento alla Mezza maratona di Annone Brianza ( Annone di Brianza) - 1h11'58"

2012
- Argento alla 100 km del Passatore ( Firenze-Faenza) - 6h51'59"
- 4º alla Maratona di Piacenza ( Piacenza) - 2h27'13"
- 17º alla Maratona di Reggio Emilia ( Reggio Emilia) - 2h32'28"
- Oro alla Maratona del Lago di Garda ( Limone sul Garda) - 2h33'45"
- Oro alla Maratona di San Silvestro ( Calderara di Reno) - 2h34'18"
- 6º alla Mezza maratona di Lecco ( Lecco) - 1h10'23"
- Bronzo alla Mezza maratona di San Gaudenzio ( Novara) - 1h10'50"
- Argento alla Mezza maratona di Annone Brianza ( Annone di Brianza) - 1h11'58"
- 4º alla Mezza maratona di Trecate ( Trecate) - 1h13'33"

2013
- Oro alla South Valtellina Marathon ( Colico) - 2h31'25"
- Bronzo alla Maratona di Ferrara ( Ferrara) - 2h34'35"
- 9º alla Mezza maratona di San Gaudenzio ( Novara) - 1h10'32"
- Bronzo alla Mezza maratona di Annone Brianza ( Annone di Brianza) - 1h11'13"
- Bronzo alla Mezza maratona di Lecco ( Lecco) - 1h12'36"

2014
- 20º alla Maratona di Reggio Emilia ( Reggio Emilia) - 2h34'46"
- Argento alla Maratona di Livorno ( Livorno) - 2h35'05"
- Argento alla Maratona del Lago Maggiore ( Verbania) - 2h37'06"
- 4º alla Maratona del Riso ( Santhià) - 2h37'32"
- Oro alla Eco Clivius	Marathon ( Monteforte d'Alpone) - 3h39'28"
- 4º alla Mezza maratona di Castel Rozzone ( Castel Rozzone) - 1h14'08"

2015
- 5º alla Ultra K Marathon ( Salsomaggiore Terme), 50 km - 3h22'32"
- 14º alla Milano Marathon ( Milano) - 2h36'37"
- 10º alla Maratona di Verona ( Verona) - 2h37'32"
- Oro alla Eco Clivius	Marathon ( Monteforte d'Alpone) - 3h39'59"

2016
- 5º alla 100 km di Seregno ( Seregno) - 7h42'55"
- 19º alla Maratona di Reggio Emilia ( Reggio Emilia) - 2h36'32"
- 4º alla Formula 30 km ( Monza) - 1h49'42"

2017
- Argento alla Maratona del Lago di Garda ( Torbole) - 2h40'46"
- 60º alla Maratona di Verona ( Verona) - 2h43'20"
- 9º alla Mezza maratona sul Brembo ( Dalmine) - 1h12'57"
- 15º alla Mezza maratona di Cernusco sul Naviglio ( Cernusco sul Naviglio) - 1h15'35"

2018
- Bronzo alla 60 km di Seregno ( Seregno)[3]
- 60º alla Milano Marathon ( Milano) - 2h46'52"
- 8º alla Monza Montevecchia Eco Trail ( Monza), 33 km - 2h33'35"